# エリオ・ロハス
エリオ・ロハス（Elio Rojas、男性、1982年9月25日 - ）は、ドミニカ共和国出身のプロボクサー。ドゥアルテ州サン・フランシスコ・デ・マコリス出身。元WBC世界フェザー級王者。

## 来歴
アマチュア選手として2001年6月に北アイルランド・ベルファストで行われた世界ボクシング選手権バンタム級で銅メダルを獲得。8月にはプエルトリコ・サンフアンで行われたパン・アメリカン・アマチュアボクシング選手権バンタム級決勝で、ファン・マヌエル・ロペス（プエルトリコ）を破り金メダルを獲得した。
2002年11月、エルサルバドル・サンサルバドルで行われた中央アメリカ・カリブ海競技大会フェザー級で金メダルを獲得。
205勝3敗のアマチュア戦績を残し、渡米しプロ転向。2004年3月19日、初回TKO勝ちでプロデビューを飾る。
2007年7月13日、ガマリエル・ディアス（メキシコ）とWBC世界フェザー級王座挑戦者決定戦を行うが1-2の僅差判定負け。
2008年9月13日、エクトール・ベラスケス（メキシコ）と対戦し、12回判定勝ちでWBC世界フェザー級王座挑戦権を獲得。
2009年7月14日、東京・後楽園ホールにてWBC世界フェザー級王者粟生隆寛（帝拳）に挑戦し、12回3-0（118-110、117-111、116-113）の判定勝ちで初の王座を獲得した。
2010年2月20日、メキシコ・メリダで同級3位グティ・エスパダス・ジュニア（メキシコ）と対戦し、12回判定勝ちで初防衛に成功した。
2010年9月11日にWBA世界フェザー級王者ユリオルキス・ガンボア（キューバ）と王座統一戦で対戦予定であったが、自身の肩の負傷によって試合をキャンセル。自身の保持するWBC王座は休養王座として認定された。
2011年9月17日、地元サン・フランシスコ・デ・マコリスでアルトゥーロ・ゴメス（メキシコ）と対戦し、8回TKO勝ちで約1年7ヶ月ぶりの試合を勝利で飾った。
2012年4月28日、メキシコ・カンクンで行われた王座統一戦で、正規王者ジョニー・ゴンサレス（メキシコ）と対戦するも、12回0-3（112-116、111-117、110-116）の判定負けで正規王座返り咲きはならなかった。
以前所属していたドン・キングが率いるドン・キング・プロダクションズの契約無効を訴え係争していたが、ようやく問題が片付き2014年8月13日、2年4ヶ月ぶりに復帰。ロベルト・オシオベと対戦し8回3-0の判定勝ちを収め復帰と同時に再起に成功した。
2016年7月30日、ブルックリンのバークレイズ・センターでレオ・サンタ・クルスVSカール・フランプトンの前座で元世界2階級制覇王者のミゲル・アンヘル・ガルシアとスーパーライト級契約で対戦しキャリア初のKO負けとなる5回2分2秒TKO負けを喫した。

## 獲得タイトル
- WBC世界フェザー級王座（防衛1=休養王座に認定）